# Secamone geayi
Secamone geayi là một loài thực vật có hoa trong họ La bố ma. Loài này được Costantin & Gallaud miêu tả khoa học đầu tiên năm 1906.